# Château de Trémazan
Le château de Trémazan se trouve sur la commune de Landunvez (Finistère), face à Portsall. Il est en ruine. C'était le fief de la famille du Chastel. Il fait l’objet d’une inscription au titre des monuments historiques depuis le 18 mai 1926.

## Localisation
Le château de Trémazan, bâti en bordure de la Manche sur les bords de l'anse de Portsall, se situe entre le village de Kersaint et le hameau de Trémazan, dans la commune de Landunvez, à environ 30 km au nord-ouest de Brest dans le Finistère. Il est situé en contrebas de la route côtière, caché depuis la mer.
Selon la tradition, le château de trémazan aurait été construit à 7 lieues de la côte et n'en serait plus qu'à 700 pas.

## Historique

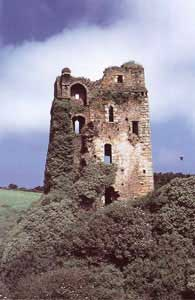
Le donjon.

### Trémazan au Moyen Âge
Le château de Trémazan est intimement lié à celui d'une famille : La famille du Chastel. Ce sont eux qui le construisirent et en firent leur principale demeure pendant plusieurs siècles. L'origine de ce lignage est encore environnée de brumes, mais au fil de l'histoire, il gagna sa place au soleil. Tant et si bien que les du Chastel finirent par prendre rang dans la haute aristocratie bretonne et compter parmi les quatre familles les plus importantes du Léon qu'un ancien dicton caractérise en ces termes : « antiquité de Penhoët, vaillance du Chastel, richesse de Kermavan et chevalerie de Kergounadeac'h. » Mais la fin du XVIe siècle leur sera fatale car, faute d'héritier mâle, la branche aînée finira par s'éteindre.
Au Moyen Âge, le village de Kersaint comptait une dizaine de maisons groupées entre la forteresse et la chapelle. L'histoire du château de Trémazan reste mal connue, sa position excentrée dans l'espace national l'ayant mis à l'abri de la plupart des grands conflits qui ont ensanglanté la France au fil des siècles.

### La famille du Chastel (du Chatel)
Les seigneurs Du Chastel forment une puissante dynastie basée depuis le XIIIe siècle au moins dans la partie nord du Finistère. Plusieurs de ses représentants ont tenu des fonctions importantes auprès des ducs de Bretagne et rois de France.

### Trémazan auxXVIIeetXVIIIesiècles
À l'époque moderne, la baronnie du Chastel-Trémazan passa successivement aux mains des familles Scépeaux, Gondi, de Cossé-Brissac, de Penancoët de Kerouazle, Crozat et Gontaut-Biron.
La duchesse de Cossé-Brissac est propriétaire du château de Trémazan à la fin du XVIIe siècle. Elle n'y habite pas, mais le château, « encore solide et bien entretenu », est habité par Toussaint Hullin, sieur de la Pagerie, receveur général du domaine, et son neveu Claude Boutin, sieur de la Renuzière.
Le château de Trémazan fut abandonné au XVIIIe siècle et vendu, pendant la Révolution française, comme bien national ; ainsi que la chapelle de Kersaint qui ne fut rendue au culte qu'en 1804. En ruines, il fut toutefois habité fin XIXe début XXe siècle par un pauvre hère surnommé « Napoléon », vivant de la charité publique et qui en fut le dernier habitant.

## Description
La tradition voulait que le château de Trémazan date des IXe ou Xe siècle. Les galets ronds employés pour sa construction, la position du château dans une cuvette et non sur une hauteur, l'existence d'une seule enceinte sans ouvrages avancés ni défenses extérieures, la place du donjon sur l'un des côtés des fortifications (et non au centre, formant un petit château-fort dans le grand comme ce fut le cas plus tard), les hourds ou mâchicoulis en bois dont les traces sont encore perceptibles au sommet du donjon laissent penser à une origine ancienne. Un ouvrage en bois a probablement précédé le château actuel.
Cette chronologie ancienne, sans grand fondement, a été remise en cause par les recherches les plus récentes. L'étude très précise des éléments de bois conservés dans la structure montre que la construction de Trémazan remonte au plus tôt à la première moitié du XIVe siècle, vers 1330/1350. La première mention du château remonte à 1351.
Ce bel édifice médiéval, dressé sur un affleurement rocheux, a un donjon carré encore haut de 28 mètres (probablement était-il haut de 30 à 35 mètres à l'origine), qui en s'écroulant en partie, pendant l'hiver 1995, a mis l'intérieur à nu et révélé une tour habitable à quatre étages, abritant chacun une chambre. On accédait à celui-ci par une porte percée au rez-de-chaussée, condamnée par une herse et le passage protégé par un assommoir. Le dernier niveau était pourvu de hourds.
Au cours des siècles qui suivirent, le château subit de nombreuses transformations nécessitées par les progrès de l'art militaire. Le château était recouvert d'ardoises si l'on en croit la grande quantité d'ardoises retrouvées lors des fouilles.
Une partie des pierres du château ont servi à la construction de l'ancienne église Saint-Louis et d'une salle de spectacle à Brest.

### Description de l'état du château en 1843

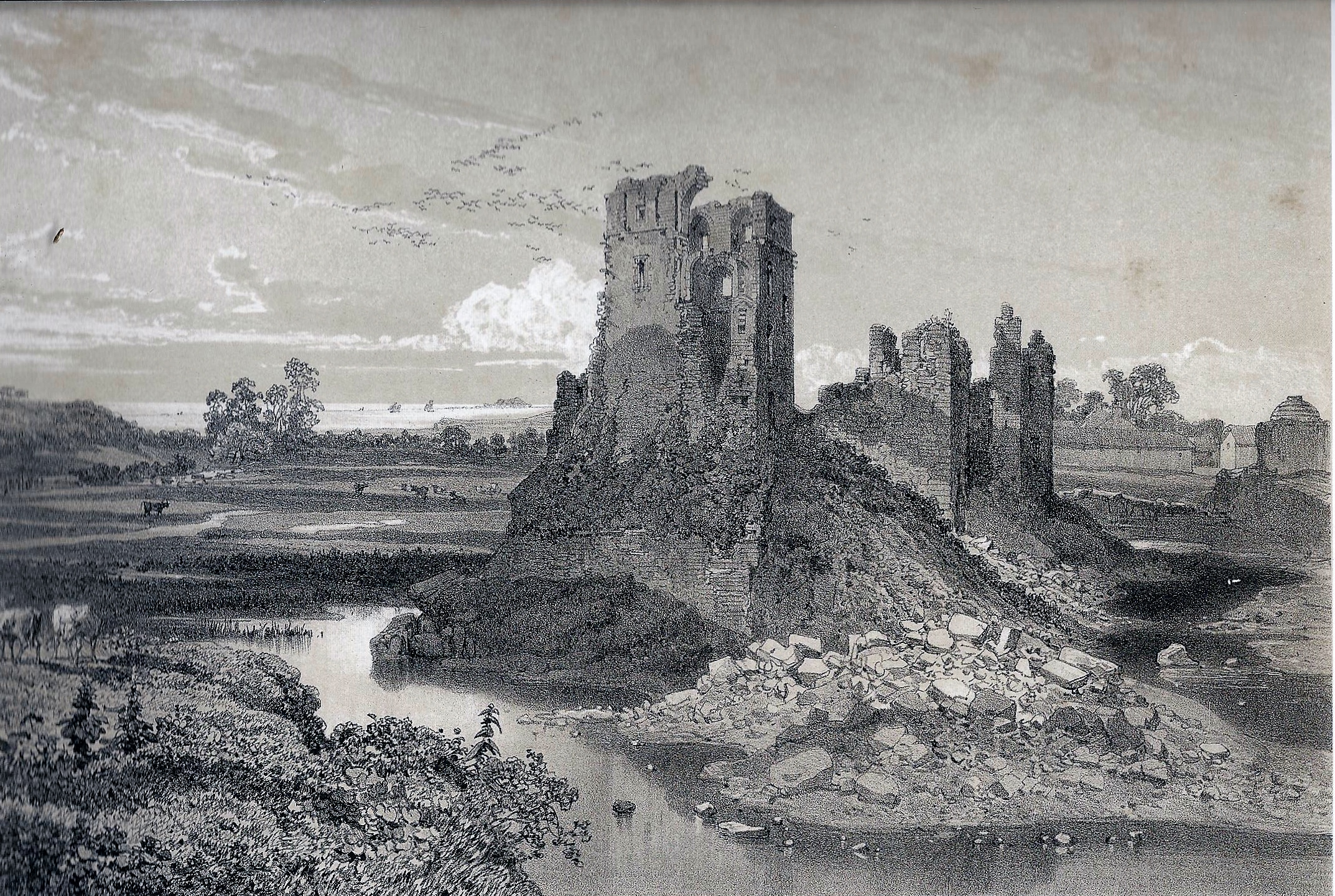
Ruines du château de Trémazan (dessin de Félix Benoist, 1867).

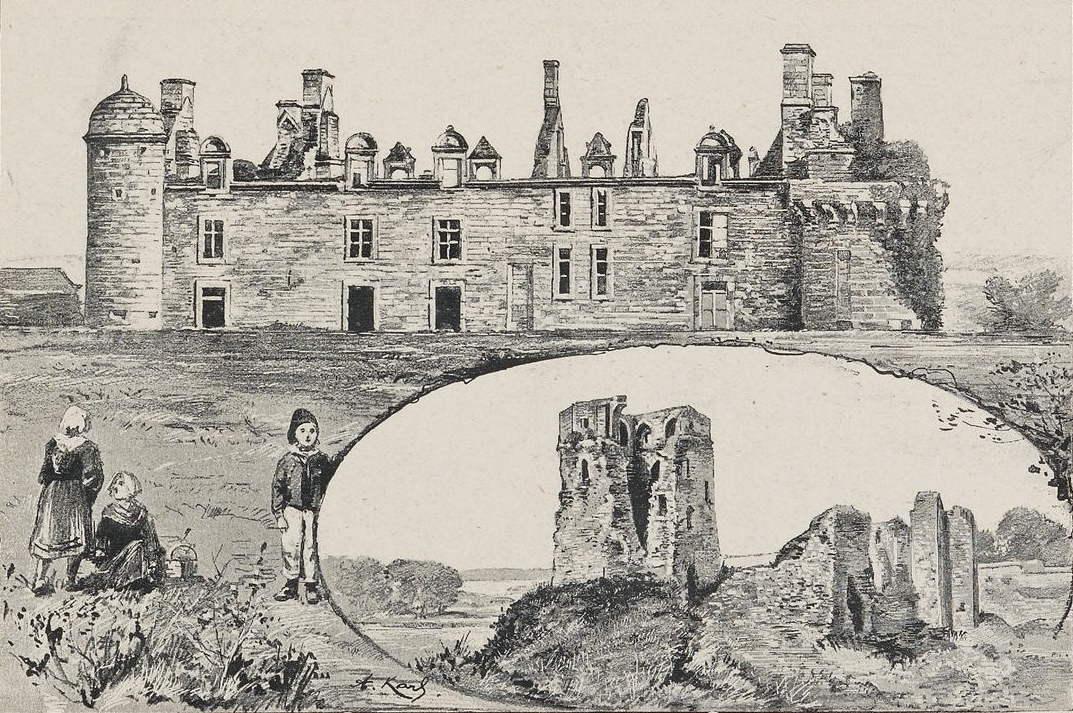
Les châteaux de Kergroadès et Trémazan en ruines (dessin de A. Karl, 1893-1894).

A. Marteville et P. Varin, continuateurs d'Ogée, décrivent ainsi le château de Trémazan en 1843 : 

« Près le village de Kersaint sont les ruines du château de Trémazan. Ce qui frappe surtout au premier aspect de ces ruines, c'est l'énorme tour carrée , ou donjon, qui va en se rétrécissant de sa base au sommet, et qui porte toutes les caractéristiques des fortifications mauresques. Cette tour, qui a quatre étages, et dont les murs sont tellement épais que les escaliers sont pratiqués en leur intérieur, ne peut avoir été construite qu'après les Croisades. À l'est sont des pans de murs et un ouvrage avancé très considérable qui dénotent une construction plus récente; enfin vers le rivage de la mer existent les débris presque méconnaissables d'une habitation qui cependant ne peut remonter au-delà des deux derniers siècles (...). Des violiers rouges, comme il en vient sur toutes les vieilles murailles, tapissent les énormes ruines de Trémazan ; ils y sont venus, dit la tradition, depuis que le sang de sainte Haude a coulé sur ces murs. Sainte Haude a du vivre au VIe siècle, et nous avons démontré que Trémazan est postérieur au XIIe siècle. »

### Description du château en 1903

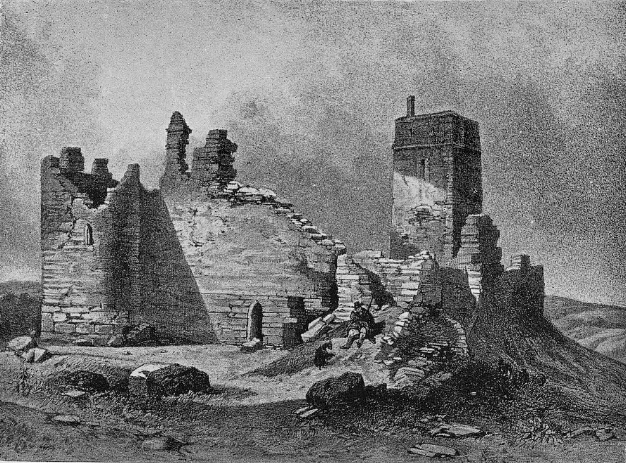
Les ruines du château de Trémazan (dessin de 1901).

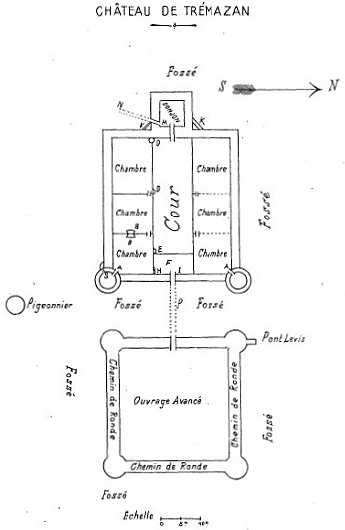
Plan du château de Trémazan (Allain Ferrand, 1903).

Allain Ferrand en fait en 1903 la description suivante :

« [Du] pigeonnier on embrasse de biais tout l'ensemble du château. On voit, à droite, la façade dans laquelle se dessine la grande porte ogivale, en face de soi la tour ronde qui défendait l'angle gauche de cette façade ; à cette tour est une tourelle à pans coupés. Après avoir suivi la muraille à-demi écroulée, qui s'enfuit vers la gauche, l'œil aperçoit le donjon, haute tour carrée, sans toit, percé de nombreuses fenêtres. Tout cela est en ruines ; il ne reste pas un mur entier debout. Des corneilles innombrables, des chats-huants ont établi leur domicile dans le donjon que surmontait autrefois la bannière des Du Chastel. Mais ces ruines ont un aspect majestueux. Elles attestant de la grandeur de cette noble famille qui fut l'une des premières de Bretagne et dont deux des membres eurent l'honneur d'être inhumés à Saint-Denis, près des rois qu'ils avaient servis. »

## Association SOS Château de Trémazan
Aujourd'hui, l'association SOS Château de Trémazan s'attache à préserver le château et à accroître la connaissance de son passé.
Ainsi, des prélèvements sur les poutres du château ont donné lieu à une étude de dendrochronologie pour mieux dater l'édifice.
En attendant que des fonds soient trouvés pour sa restauration, l'association SOS Château de Trémazan a financé la mise en place d'une protection temporaire contre les effondrements.